# 语言联盟
语言联盟（德語：Sprachbund，發音：[ˈʃpʁaːxbʊnt] ⓘ），也称语言区域、语言的区域分类，指没有亲属关系的语言，由于长期共处于一个地区而在语言结构上产生共同区域特征的现象:195。语言联盟中的不同语言，词汇上相互有大量的借代，而且语音、语法系统有着一些共同的结构格局、结构规则，这不是因为这些语言同源，在发展的过程中留存了历史上的同一语言的特征，而是语言长期密切接触的结果:27:214。但语言联盟中的诸民族，在经济、文化、人口比例上相差不很悬殊，因此还能保持各自语言的本质，相当多的核心词根继承了自己语言的祖语:214。

## 表现

### 词汇借用
愛德華·薩丕爾、安东尼·梅耶、布龙菲尔德、白保罗等人都认为语言接触是有界的，基本词汇或核心词汇不能被借用:6。但学者通过对语言接触的更加严格的观察后发现，语言接触是“无界有阶”的：语言联盟中，语言接触非常深入，极少数的核心词也可以相互借用:152。

### 结构相似
结构相似包括音系和语法两方面的相似。如东北亚语言联盟中的诸语言，大多都属于黏着语，语序多是主宾谓SOV。这些相似点并非来自共同的祖语，而是后来产生于这一区域的；这些语言与跟自己亲缘关系更近的语言在语音、语法结构上的差距较大，而相互之间的区别较小。

## 互协过程
同一地区中，语言长期密切基础，会造成区域内的双语或多语现象。地区多语现象会使得各个语言都出现了非母语者所说的、带有其他语言味道的语言变体，而各个语言就有可能在这些变体的影响下趋同:216。以汉语和傣语在云南德宏的接触为例，汉族人使用的是汉语，第二语言是傣语，但是带有汉语口音，和汉族人交流密切的土生傣族人，其傣语也会受到这种汉化的傣语的影响，而带有了汉语的部分特征；反之亦然，汉语受到傣化的汉语的影响，带有了傣语的部分特征:8-162。这一过程被称为互协，长期以往就会形成语言联盟。

## 语言联盟和语言同源的判定
语言联盟和语言同源都会造成不同语言的语音、语法结构类似，相当数量词汇的语音形式相互对应。在各种类型的语言的交杂地区，区分相似性是因为语言接触还是语言分化对于历史语言学非常重要，同时也很困难。
有学者提出，在有亲属关系的语言中，第一百词中的关系词比例高于第二百词中的关系词比例，而在语言接触中，第一百词中的关系词比例低于第二百词中的关系词比例:197，据此可以区别谱系树和语言联盟。

## 著名的语言联盟

### 东南亚语言联盟
东南亚语言联盟在其表面的相似性上是最引人注目的语言联盟，早期的语言学家往往被相似性误导，将它们划在一起，实际上它们分属好几个不同的语系。这一地域从泰国延伸到中国，涵盖汉藏语系、苗瑶语系、壮侗语系、南岛语系占语支和孟高棉语族语言。:181–206
这些语系间邻接的语言常常有着相似的特征。最显著的例子是汉语族、苗瑶语系、台语支和越南语的声调系统。其中大多数语言在早期的非入声音节都分三个声调，后来经历了因声母清浊对立消失而翻倍的阴阳调裂化过程。这些平行过程造成了它们表面上极为相似的声调系统，以及错误的系统分类，直到奥德里库尔1954年发现声调本身并非不变的特征，给出越南语声调和其他孟高棉语族语言末辅音间的对应关系，证明了声调可以因末辅音脱落而产生，并假设其他语言的声调的产生过程与越南语相似。
相似地，彼此无关的高棉语、占语和老挝语却有着几乎一样的元音系统。许多语言都是分析语，语素以单音节为主，词形变化与词缀系统相当不发达，不过几种孟高棉语族语言的派生变化很丰富。共享的句法特征有：量词、宾语-动词语序和话题与述题结构，尽管每个都有许多例外。

### 东北亚语言联盟
东北亚语言联盟实际上是为了反对阿尔泰语系存在所作的另一假说。有的语言学家认为突厥语族、蒙古语族和通古斯语族三种语族之间没有同源关系，这些反对阿尔泰语系的学者认为，这些语族虽然有许多相同的语法特点和共同词汇，例如存在元音和谐律、主宾动语序以及同属黏着语，但是这些是因为民族长期接触，互相融合而产生的，是借用的结果，而并不是原始语遗留下来的原始特征。一般认为是蒙古语借用突厥语的词汇和语法形态。因此此组语言应该属于同一语言联盟而非组成语系。目前这个问题还在议论之中。

### 印度次大陆语言联盟
印度次大陆诸语言、民族数千年来的频繁交流，使得这组语言有着众多并非从各自原始语遗留下来的相同处。此组语言联盟包括印欧语系印度-雅利安语支、达罗毗荼语系、南亚语系蒙达语族。

### 巴尔干语言联盟
巴尔干半岛诸语言都属于印欧语系，包括斯拉夫语族南斯拉夫语支中东部亚语支的保加利亚语和马其顿语，西部亚语支的塞尔维亚-克罗地亚语和斯洛文尼亚语，罗曼语族的罗马尼亚语，以及各自分别孤立的希腊语和阿尔巴尼亚语等。巴尔干半岛历史上动乱较多，民族兴衰更迭不断，政治、经济联盟变幻无定，宗教混杂，因此各民族有密切的联系，但没有一个民族有长时期的绝对权威或者人口的绝对优势，各民族在文化、经济、政治、人口比例上均相对平衡，因此产生了语言联盟。巴尔干语言之间有众多共同的语法规则，例如不定式的缺失，以及未来时的构成等。这些特点在巴尔干语言各自的亲属语言中都找不到，例如在罗马尼亚语所属的羅曼语族，以及与南斯拉夫诸语言属同一语族的波兰语中，都没有发现上述特征。

### 引用
1. ↑  语言学名词审定委员会. . 北京: 商务印书馆. 2011. ISBN 9787100068710.
2. ↑  徐通锵. . 北京: 商务印书馆. 1991. ISBN 9787100001526.
3. 1 2 3  叶蜚声、徐通锵著 王洪君、李娟修订. . 北京: 北京大学出版社. 2010. ISBN 9787301163108.
4. 1 2 3 4  陈保亚. . 北京: 语文出版社. 1996. ISBN 780126021X.
5. 1 2 3  Enfield, N.J. . Annual Review of Anthropology. 2005-10-01, 34 (1)  [2022-11-26]. ISSN 0084-6570. doi:10.1146/annurev.anthro.34.081804.120406. hdl:11858/00-001M-0000-0013-167B-C. （原始内容存档于2022-10-09） （英语）.

### 书籍
- （俄文）
- （俄文）

## 外部連結
- http://tapemark.narod.ru/les/617c.html（页面存档备份，存于）（俄文）